# مقاطعة تربت جام
مقاطعة تربت جام (بالفارسية: شهرستان تربت جام) هي إحدى مقاطعات محافظة خراسان رضوي في إيران. كان عدد سكان المقاطعة سنة 2011 حوالي 262,712 نسمة.